# Laura Bispuri
Laura Bispuri (Roma, 20 agosto 1977) è una regista e sceneggiatrice italiana.

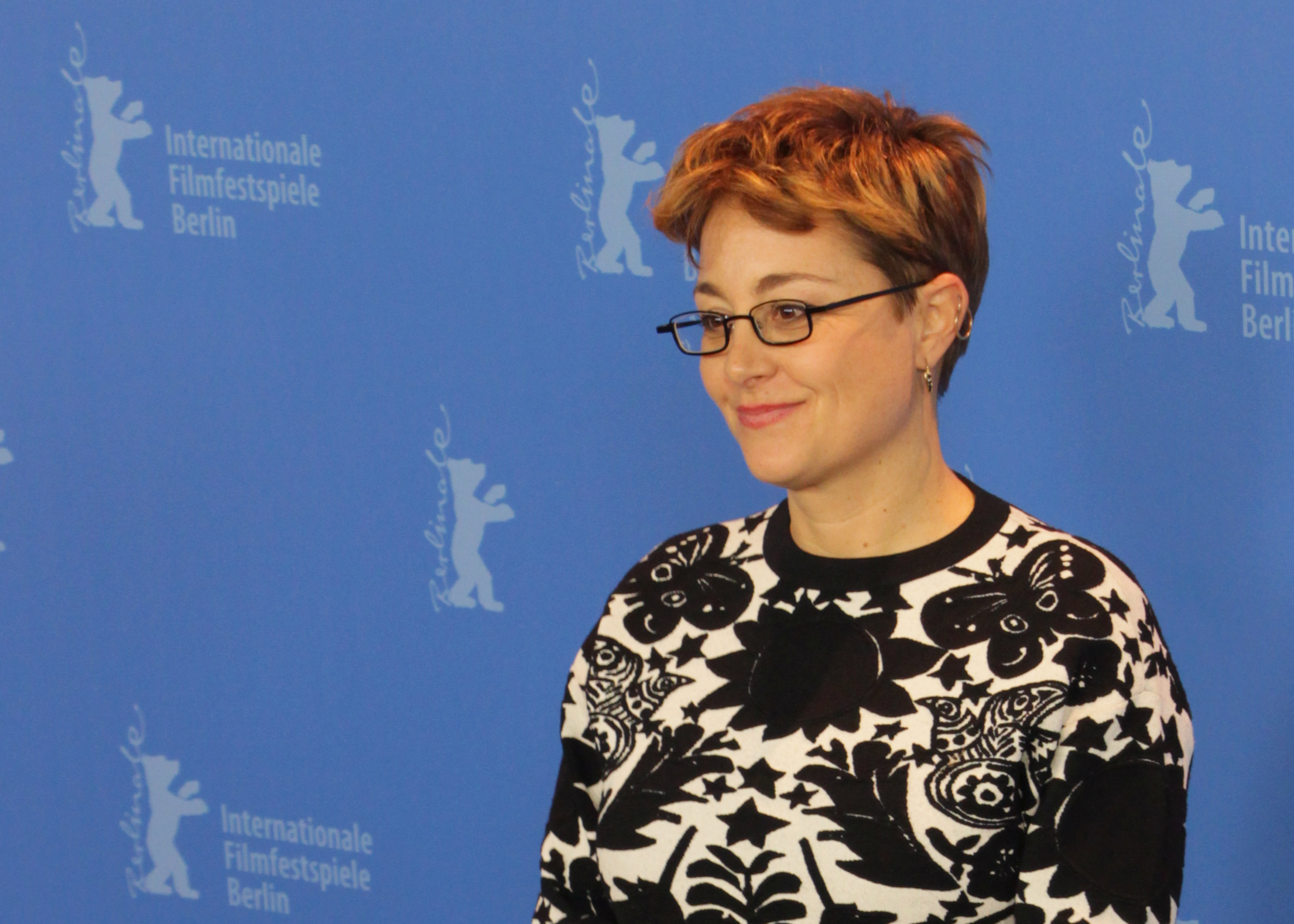
Laura Bispuri al Festival di Berlino nel 2018

La sua carriera spazia da due film in Concorso alla Berlinale, a uno nel concorso di Orizzonti al Festival di Venezia, fino alla regia dell’ultima stagione della serie L'amica geniale, tratta dai romanzi di Elena Ferrante e prodotta da HBO e RAI.

## Biografia
Laura Bispuri nasce a Roma il 20 agosto del 1977.  Figlia di Ennio Bìspuri, noto critico e storico del cinema, si laurea in cinema presso l'Università degli Studi di Roma "La Sapienza" ed è poi selezionata per il “Fandango Lab” creato da Domenico Procacci. Nel 2018 Variety la inserisce nella sua lista dei “10 registi europei da tenere d’occhio”.

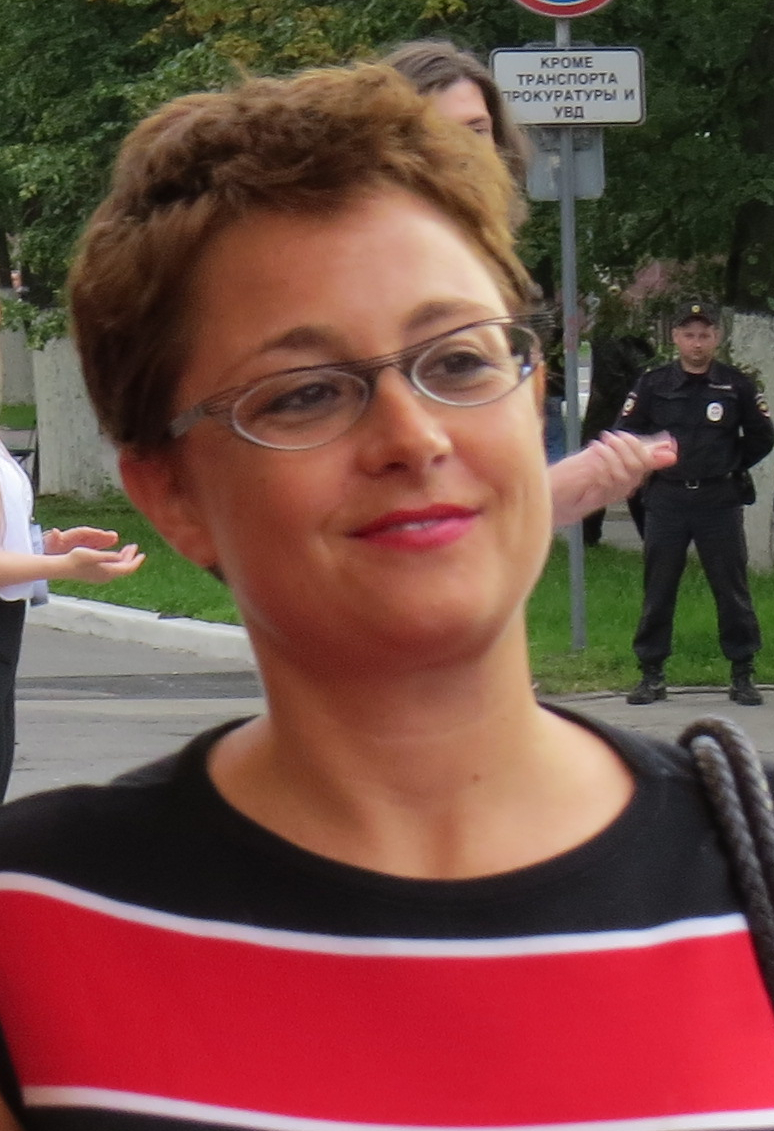
La regista Laura Bispuri a Vologda (Russia) nel 2015

Nel 2022 è invitata nella giuria della sezione Orizzonti del Festival di Venezia.

## Carriera

### Cortometraggi
Il suo cortometraggio Passing Time (2010) vince il David di Donatello ed è selezionato tra gli otto cortometraggi più belli dell’anno dall’Académie des César di Parigi. 
Nel 2011 viene premiata con il Nastro d’Argento come “Talento emergente dell’anno” per il cortometraggio Biondina.

### Lungometraggi
Il suo film di esordio Vergine giurata (con Alba Rohrwacher e Lars Eidinger) viene presentato in Concorso al Festival di Berlino nel 2015. In fase di sviluppo il progetto era stato selezionato al Festival di Cannes nell'Atelier Cinéfondation. Dopo Berlino, il film viaggia nei festival di tutto il mondo, tra cui il BFI London Film Festival di Londra e l’AFI Fest di Los Angeles, ottenendo importanti riconoscimenti, tra i quali il prestigioso Nora Ephron Prize del Tribeca Film Festival di New York, il Golden Gate New Directors Prize al San Francisco International Film Festival, il Firebird Award dell’Hong Kong International Film Festival ed il Premio FIPRESCI al PK Off Camera di Cracovia. Vergine giurata vince inoltre in Italia il Globo D’oro come Miglior Opera Prima.
Il suo secondo lungometraggio Figlia mia (con Valeria Golino, Alba Rohrwacher e Udo Kier) è presentato in Concorso al Festival di Berlino nel 2018, e viene poi selezionato nei maggiori festival internazionali (BFI London Film Festival e AFI Fest), vincendo tra gli altri il Media Choice Award allo Shanghai International Film Festival e il Golden Anchor all’Haifa Film Festival.
Il suo terzo lungometraggio, Il paradiso del pavone (2021) (con Dominique Sanda, Alba Rohrwacher, Maya Sansa, Tihana Lazović, Leonardo Lidi, Fabrizio Ferracane), è presentato al Festival di Venezia nel concorso ufficiale di Orizzonti e vince il premio Fice 2021.

### Televisione
Nel 2024 fa la regia di tutti i dieci episodi della quarta e ultima stagione de L'amica geniale, tratta dai romanzi di Elena Ferrante, prodotta da HBO e Rai.

James Poniewozik del New York Times ha elogiato la quarta e ultima stagione de L'amica Geniale scrivendo: 
"Ciascun episodio della nuova stagione è diretto da Laura Bispuri, che trasmette un'intimità brutale concentrandosi su intensi primi piani degli attori. In questa storia di persone che non possono sfuggire alla loro vicinanza, nemmeno lo spettatore può farlo; la telecamera ti spinge dentro i volti accaldati dalla rabbia, dal desiderio, dal dolore. La serie mantiene la prosa della Ferrante nella voce fuori campo di Lenù, ma ti dà anche sudore, lacrime e strade sporche la cui aria ti si attacca alla pelle."
Rebecca Nicholson, the Guardian, ha scritto dell'ultima stagione "Una delle migliori serie televisive degli ultimi anni giunge al termine con uno splendido finale. Questo adattamento di Elena Ferrante è ricco, sontuoso e deliziosamente esagerato – è davvero una meraviglia. [...] Ogni episodio sembra un film in miniatura. Adotta un approccio sicuro e artistico nel rappresentare il passare del tempo, dispiegandosi come un animale languido."
È stata nominata ai “Critics Choice Awards” nella categoria Miglior serie non in lingua inglese. Ed è anche nella classifica delle miglior serie dell'anno per il New York Times.

## Filmografia

### Cinema
- Vergine giurata (2015)
- Figlia mia (2018)
- Il paradiso del pavone (2021)

### Televisione
- L'amica geniale - Storia della bambina perduta – serie TV (2024)

### Cortometraggi
- Passing Time (2010)
- Salve regina (2010)
- Biondina (2011)

## Riconoscimenti
- David di Donatello
  - 2010 – Premio al miglior cortometraggio a Passing Time
  - 2015 – Candidatura al Premio al miglior regista esordiente a Vergine giurata
- Nastro d’Argento
  - 2011 - Premio Talento Emergente dell’anno per Passing Time e Biondina
  - 2015 - Candidatura a Miglior Regista Esordiente per Vergine giurata
  - 2018 - Candidatura a Miglior Soggetto per Figlia mia
- Globo d'oro
  - 2015 – Premio per la migliore opera prima per Vergine giurata
- Festival internazionale del cinema di Berlino
  - 2015 - Candidatura all’Orso d'oro per Vergine giurata
  - 2015 - Candidatura alla Miglior Opera Prima per Vergine giurata
  - 2015 - Candidatura al Teddy Award  per Vergine giurata
  - 2018 - Candidatura all’Orso d'oro per Figlia mia
- Mostra del Cinema di Venezia
  - 2021 - In concorso (Orizzonti) con Il paradiso del pavone
- Tribeca Film Festival
  - 2015 – Nora Ephron Prize per Vergine giurata
- San Francisco International Film Festival
  - 2015 - New Director Prize per Vergine giurata
  - 2015 - Golden Gate Award per Vergine giurata
- AFI Fest
  - 2015 - Candidatura per New Auteurs per Vergine giurata
- Off Camera International Festival of Indipendent Cinema (Cracovia)
  - 2015 - FIPRESCI Jury Award per Vergine giurata
- Hong Kong International Film Festival
  - 2015 – Golden Firebird Award per Vergine giurata
  - 2015 - Candidatura per FIPRESCI Prize per Vergine giurata
  - 2018 - Candidatura per Young Cinema per Figlia mia
- Haifa International Film Festival
  - 2015 - Candidatura Best International Film per Vergine giurata
  - 2018 – Golden Anchor Competition Award per Figlia mia
  - 2021 - Candidatura Best International Film per Il paradiso del pavone
- Mezipatra Queer Film Festival
  - 2015 - Gran Jury Prize per Vergine giurata
- Molodist Kyiv International Film Festival
  - 2015 - Best LGBTQ Film per Vergine giurata
- First Youth Film Festival
  - 2015 - Gran Jury Prize – Feature Film per Vergine giurata
- 20th Forum of European Cinema ORLEN Cinergia (Polonia)
  - 2015 - Cristal Boat Award come Miglior Opera Prima Europea per Vergine giurata
- Festival international du film de femmes de Salé
  - 2015 - Jury Prize per Vergine giurata
- Alexandria Mediterranean Countries Film Festival
  - 2015 - Best Film Prize for Vergine giurata
- Bobbio Film Festival
  - 2015 - Vincitore Premio Giovane Emergente per Vergine giurata
- Dolly D’Oro Giuseppe De Santis
  - 2015 - Premio Dolly D’Oro Giuseppe De Santis per Vergine giurata
- Ortigia Film festival
  - 2015 - Premio del Pubblico per Vergine giurata
  - 2015 - Premio Miglior Film per Vergine giurata
- Shanghai International Film Festival
  - 2018 – Media Choice Award per il miglior film per Figlia mia
- Sydney Film Festival
  - 2018 - Candidatura per Sydney Film Prize per Figlia mia
- BIF&ST
  - 2018 - Premio Mariangela Melato per il cinema per le migliori attrici protagoniste Figlia mia
- Premio Do Cinema Italiano
  - 2019 - Miglior Film per Figlia mia
- Premio FICE
  - 2021 - Vincitore Il paradiso del pavone
- Critics Choice Awards
  - 2024 - Candidatura a Best Foreign Language Series per L'amica geniale - Storia della bambina perduta